# 밸리데이션
밸리데이션(Validation)이란 '특정 공정이 설정된 규격과 품질 요소들을 만족하고 있는 제품을 지속적으로 생산하고 있음을 보증하기 위한 증거를 문서화하는 것' 또는 '특정 공정, 방법 또는 시스템이 사전 설정된 허용 기준에 부합하는 결과를 일관되게 만들어낸다는 점을 상당한 정도로 보증하는 문서화된 프로그램'으로 정의된다. 즉, 제약업계에서 중요한 것은 최종 제품의 품질을 보장하는 것뿐만 아니라 해당 공정이 매번 공정에서 설정했던 결과물을 만들어 내도록 보장하는 것이다. 원하는 결과가 나왔는지 여부는 공정 산출물에 대한 규격(specifications)을 비교함으로써 확인할 수 있다. 따라서 밸리데이션에는 시스템과 장비에 대한 적격성평가가 포함된다. 밸리데이션은 식품과 의약품을 규율하는 기관에서 요구하는 필수과정이며, 한국에서는 식품의약품안전처가 규제를 담당한다. 밸리데이션이 필요한 절차, 공정 및 활동 등이 다양하기 때문에 밸리데이션은 하기와 같이 다양한 하위 목록으로 분류되고 있다.
- 설비 밸리데이션 (Equipment validation)
- 시설 밸리데이션 (Facilities validation)
- 공조 시스템 밸리데이션 (HVAC system validation)
- 세척 밸리데이션 (Cleaning validation)
- 공정 밸리데이션 (Process Validation)
- 분석법 밸리데이션 (Analytical method validation
- 컴퓨터 시스템 밸리데이션 (Computer system validation)

이와 유사하게, 시스템과 설비를 평가하는 활동은 하기와 같다.
- 설계적격성평가 (Design qualification:DQ)
- 설치적격성평가 (Installation qualification:IQ)
- 운전적격성평가 (Operational qualification:OQ)
- 성능적격성평가 (Performance qualification:PQ)

## 역사
밸리데이션이라는 개념은 1979년 미국 식품의약국(FDA) 관리인 테드 바이어스와 버드 로프터스가 제약업의 품질을 개선하기 위해 고안하였다. 이는 대용량 비경구제제 제품의 무균성 문제에 대해 대응하기 위해 제안되었다. 최초의 밸리데이션 활동은 이 제품을 생산하는 공정에 초첨을 맞췄으나, 이내 환경관리, 배지 충전, 설비 위생처리 및 정제수 제조 공정으로 확대되었다.<ref>Hoffmann, A., Kahny-Simonius, J., Plattner, M., Schmidli-Vckovski, V., & Kronseder, C. (1998), 'Computer system validation: An overview of official requirements and standards', Pharmaceutica Acta Helvetiae, vol. 72, no. 6, pp. 317–325.

## 같이 보기
- 미국 약전